# Мельник Ярослав Йосипович
Ярослав Йосипович Мельник (нар. 6 лютого 1959, Смига, Дубенського району, Рівненської області) — український та литовський письменник, філософ, критик.

## Біографія
Закінчив Львівський університет за спеціальністю «українська філологія» та аспірантуру Літературного інституту імені Горького. Член Спілки письменників України з 1989 року Автор більше десяти книг. Пише різними мовами (крім української, зокрема, і литовською).
Живе між Литвою та Францією. Всі його книги прози українською мовою стали фіналістами «BBC Книги року» (2012, 2013, 2014, 2016), також «Книжки року», а роман «Далекий простір» — Книгою року 2013 за версією BBC. Він також отримав премію Валерія Шевчука. За межами України більше відомий як автор прозових книг, які потрапляли в короткі списки «Книги року» в Литві, були номіновані на Європейську літературну премію, а також визнавалися Книгою року у Франції. Його творчість перекладалася англійською, французькою, німецькою, італійською, есперанто, азербайджанською, румунською, хорватською, російською та іншими мовами. Роман «Парії раю», схвально прийнятий паризькими критиками, видало французькою мовою одне з найбільших французьких видавництв Robert Laffont.
В 2017 р. видавництво Agullo editions видало роман «Далекий простір» французькою мовою (Espace lointain). Роман отримав високу оцінку центральних французьких ЗМІ (Le Monde, Telerama, Point та інші) і став Книгою року у Франції та франкофонських країнах (премія Libr'a nous).
В 2018 р. «Далекий простір» увійшов у п'ятірку фіналістів Європейської премії Utopiales, разом з романами двох англійських, німецького та шведського письменників.
В 2018 р. його збірка прози «Останній день» (Last Day) вийшла в Англії у видавництві Noir press і отримала захоплену оцінку англійських критиків. У ній зібрані твори із збірок українською мовою «Рояльна кімната» і «Чому я не втомлююся жити». Книга стала фіналістом престижної міжнародної премії Великої Британії 2019 International Rubery Book Award.
У 2020 р. одне з найбільших видавництв Франції Actes Sud видало роман Я. Мельника «Маша, або 1V Reйх» («Маша, або постфашизм»). Роман отримав близько двадцяти рецензій у провідних ЗМІ Франції, таких як Liberation, Nouvel Observateur («L'Obs»), Internaute (groupe LE FIGARO) та ін. Роман увійшов в ТОП-10 романів у Франції.
У 2022 р. видавництво Actes Sud видало інтелектуальний детектив «Пташка, яка пила молоко», який отримав шквал рецензій у ЗМІ Франції. Про роман говорили Le Figaro, France Info, La Revue des Deux Mondes, Le Journal du Dimanche, національне радіо Франції France Culture присвятило роману спеціальну передачу. Роман увійшов в ТОП-7 романів.
У 2012 р. за творами Я. Мельника випускники середніх шкіл Литви здавали екзамен на атестат зрілості.
В 2018 р. Міністерство освіти і науки України включило роман «Далекий простір» в програму з української літератури для 11 класу середніх шкіл країни як літературу на вибір.
За творами Я. Мельника «Телефонуй мені, говори зі мною», «Вдома у Бога», «Книга доль» зняті фільми (відповідно «Говори зі мною», «Вдома у Бога», «Останній день»).
Творчість через призму химерної біографії. Дослідження докт. філологічних наук Ю. Я. Барабаша.

## Творчість
Закордонна критика називає Ярослава Мельника містиком і неосимволістом, підкреслюючи роль символу і метафори в його текстах. Характерні ознаки його творчості — сугестивність, психологізм, висока щільність візуалізації, сюрреалізм, позачасовість, універсальність тем. Одночасно на поверхневому рівні йдеться про побутові фабули, нерідко гостросюжетні, що робить його прозу легкодоступною для читання.
В Україні Ярослав Мельник був знаний як критик і рецензент перших книг М. Матіос, В. Герасим'юка, І. Римарука, Ю. Буряка, П. Гірника тощо. В 1991 р. у видавництві «Радянський письменник» вийшла книга його літературних портретів «Сила вогню і слова» про молодих поетів свого покоління, а також про трохи старших письменників — таких, як В. Затуливітер, Л. Талалай тощо. Однак широко відомим його ім'я стало ще в 1980-х роках в результаті багаторічних дискусій з Миколою Рябчуком про «сповідальну» та «метафоричну» поезію. Дискусія, в яку включилися десятки письменників, сприяла пожвавленню літературного процесу, виробленню критеріїв і становленню нового літературного покоління.
З 1990 р. ім'я Я. Мельника практично зникло з літературного обрію України. Усі ці роки він друкує книги — в основному прози — різними мовами за межами України. «Повернення» в Україну відбулося в 2011–2012 рр. Спочатку журнал «Київська Русь» друкує його повість «Рояльна кімната», потім журнал «Кур'єр Кривбасу» — повість «Телефонуй мені, говори зі мною». В 2012 р. видавництво «Темпора» видає книгу його прози під тією ж назвою — «Телефонуй мені, говори зі мною». В жовтні 2012 р. книга «Телефонуй мені, говори зі мною» увійшла в п'ятірку найкращих книг року. У 2013 р. українською мовою вийшов роман «Далекий простір» з передмовою Марії Матіос, книга була презентована 14 вересня у Львові на Книжковому форумі і увійшла в довгий список премії «Книга року BBC-2013». 13 грудня 2013 р. роман «Далекий простір» був визнаний «Книгою року» в Україні.
13 вересня 2014 р. Я.Мельник презентував на Книжковому Форумі у Львові нову збірку короткої прози «Чому я не втомлююся жити». Книга увійшла в п'ятірку найкращих книг 2014 р. за версією BBC. В 2016 р. Видавництво Старого Лева видало антиутопію «Маша, або Постфашизм», яка, в свою чергу, стала фіналістом «Книги року BBC».
Я. Мельник також працює в жанрі драматургії: його п'єса «Імператор» про римського диктатора Калігулу з 1998 р. з успіхом іде в Росії.

## Книги різними мовами
- Сила вогню і слова: літературні портрети, 1991
- Рідна: поезії, 1992
- Gyvenimas be globos: філософські есеї, 1994
- Свобода, или грех: філософські есеї, 1996
- Les parias d'Eden: роман, 1997
- Просто цветок: роман, 2001
- Rojalio kambarys: повісті та оповідання, 2004
- Pasaulio pabaiga: повісті та оповідання, 2006
- Labai keistas namas: 88 романів: філософські мініатюри, 2008
- Tolima erdvė: роман, 2008
- Kelias į rojų: сюрреалістичні повісті, оповідання, роман, 2010, номінована на Європейську літературну премію
- Телефонуй мені, говори зі мною: повісті, оповідання, роман, 2012, фіналіст премії «BBC Книга року»
- Paryžiaus dienoraštis (Паризький щоденник) [Архівовано 11 квітня 2016 у Wayback Machine.]: есеї, 2013
- Далекий простір: роман, 2013, «BBC Книга року 2013» в Україні
- Чому я не втомлююся жити: повісті, оповідання, 2014
- Маša, arba Postfašizmas: роман, 2013, фіналіст «Книги року» (Литва)
- Anoreksija: оповідання, 2014
- Маша, або Постфашизм: роман, 2016
- Dangaus valdovai: роман, 2016
- Espace lointain («Далекий простір» французькою): роман, 2017
- Last day («Телефонуй мені, говори зі мною» англійською): повісті та оповідання, 2018
- Rojalio kambarys («Телефонуй мені, говори зі мною» литовською, перевидання): повісті та оповідання, 2018.
- Дуже дивний будинок: міні-проза, 2018

## Преса

### Критики України
| Вразило кілька книжок (…). Ярослав Мельник «Телефонуй мені, говори зі мною» — хворобливою геніальністю своїх текстів. Він пише страшно: таке враження, що ти у чиємусь сні, і боїшся прокинутися, бо сон може виявитися твоїм власним. | — Світлана Пиркало (Gazeta.ua)
| В моїй суб'єктивній ієрархії книжкою року є збірка «Телефонуй мені, говори зі мною» Ярослава Мельника. Можна сказати — відкриття року. Адже це перша прозова книжка автора українською мовою. Подібної метафізичної прози у вітчизняному письменстві обмаль — традиційно українські прозаїки стоять по коліна в соціальному багні, а тут з'явився хтось, чиє перо підноситься над тимчасовим | — Ігор Котик (Літакцент)
| Він заворожує лабіринтами свого образного й лаконічного слова, тут немає нічого зайвого, усі слова своєчасні і на потрібному місці. Мельник легко читається, чудова мова, кожен сюжет має внутрішню напругу, закликає поринути у глибини людської душі. Його письмо могло б стати сценарієм для майбутніх кінострічок, проте не буденних, а вишуканих, інтелектуальних, таких, приміром, як «Сталкер» Тарковського, де широким залишається простір для думок і асоціацій, де вас мимохіть заставляють заглянути у свій духовний світ. (…) Не сумніваюсь, що свіча Ярослава Мельника згуртовуватиме довкола себе все більше коло прихильників серед його читачів. У його особі ми маємо художника слова, який висотою свого таланту сягає митців світового рівня, і з часом матимемо можливість все більше в цьому пересвідчуватися. | — Микола Григорчук (BBC)
| Мельник не подібний ні на кого в українській літературі, а його нова книжка могла б бути сприйнята як переклад творів якогось сучасного британського письменника. Прекрасний матеріал для Б. Камбербетча. Суміш блискучої іронії (часом «чорного гумору») та глибокого розпачу від пізнання людського єства, яке прагне катастрофи, щоб тільки зустрітися з Богом. | — Дмитро Дроздовський (День)

### Критики Франції
| Розповідаючи, під видом казок для дорослих, історії життя шести персонажів, що кинулися в самозабутті в один із найбільших, які тільки можна собі уявити, хаосів душі, Ярослав Мельник з величезною переконливістю піднімає питання про табу, які обмежують людську свободу | — (LIRE)
| Вони попадають не в пекло, як можна було чекати, а прямо в рай. І оповідач питає цих ізгоїв, які спустилися в рай, чому вони тут | — (LE MONDE)
| Його батьки познайомилися в ГУЛАЗі, він є «сином Сталіна». Він говорить про це все з ніжністю, в своїх філософських книгах, в яких роздумує, демонструючи добру школу Достоєвського, про зв'язки між гріхом і свободою | — (LA CROIX)
| Шокуючі своєю тематикою, ці шість історій, що складають романне ціле, не викликають жодного відторгнення у читача: одні лише життєві обставини штовхають цих загублених персонажів на переступання норм — на єдиний вихід з їх задушливого існування. Автор, використовуючи схвильований стиль, коротку фразу і велику точність психологічного аналізу, виходить на рівень філософського роздуму про межі людської свободи, про заборони, що їх накладає християнська мораль | — (L'AISNE NOUVELLE)
| Якась власне слов'янська інтонація, яка проступає час від часу в голосі тих, хто сповідається (її, скажімо, не зустрінеш у героїв Маркіза де Сада і навіть в надто безпристрасних сповідях графа де Лотреамона і Жоржа Батая), і дивовижна точність психологічного аналізу | — (LA PENSEE RUSSE)

### Критики Литви
| Це є література метафізичної фантастики, в якій вражаюче діє містичний, що реально гіпнотизує, мотив неминучості долі. | — Лаймонтас Йонушіс (культурний щотижневик Šiaurės Atėnai, 12.10.2006, № 817)
| Він — один з найцікавіших сучасних авторів в Литві… Кожна його книга ніби «не закінчується» — залишає болюче питання, чому все так відбулося, як так сталося і що нас чекає далі. Такою була «Рояльна кімната», такий і «Кінець світу» (обидві книги випустило Видавництво Спілки письменників Литви). Подібний і «Далекий простір» — він знову ставить ті ж питання, які вражають силою простоти, але які проникають в саме серце нашої екзистенції. | — Рената Шерелітє (Šiaurės Atėnai)
| Ярослав Мельник в литовській літературі має яскраво виражену свою нішу, на яку ніхто серйозно не претендує… В найкращих текстах повороти пронизливих сюжетів, що несподівано постають із звичайного щодення, виводять на такі простори уяви, де загадково стеляться чаруючі і моторошні світи буття і смерті. Хоча матеріальна і емоційна реальності видаються всім нам добре знайомими, в цих альтернативних площинах, які відкриваються, не можна бути ні в чому певним, і різні площини реальності і кошмару в найкращих моментах зливаються у вражаюче і потрясаюче видіння. | — Лаймонтас Йонушіс, «Світи буття, смерті і безсмертя»
| Мельника з сьогоднішнього дня я дозволю собі вважати найталановитішим фантастом-містиком цих днів в Литві (…). Ясний, конкретний стиль Мельникового писання, точно підібрані слова, живі, сучасні діалоги, а також внутрішні монологи, бездоганне маніпулювання простором і часом, химерність сюжетів і вміння переконати говорять, що це не остання мною прочитана книга Мельника. | — Овідіюс Рушкіс
| Ярослав Мельник — один із найтаємничіших сьогоднішніх письменників в Литві. В п'ятірку найкращих книг року він, здається, попадає вдруге (…). Не зважаючи на це, про Ярослава Мельника ми знаємо небагато. Коли починаю думати, чому, то приходжу до висновку, що у всьому винуватий стиль його писання. І на якого біса Мельникові потрібні той концептуалізм і філософія, якщо частина читачів і в сучасному барі все ще сидить з ручкою від мотики в кишені, а інша частина взагалі не читає. | — Марія Пемпітє
| Очевидно, що ситуації, які створює Ярослав Мельник, виходять за межі, вони не подібні на ніщо, що в цей час з'являється в литовській літературі, хоча у світі сьогодні також дуже мало такого типу літератури. | — Лаймонтас Йонушіс

## Нагороди
- 1996 р. — лауреат конкурсу «Найкраще оповідання року»
- 2004 р. Приз «Поза рамками/без табу» на конкурсі короткої прози
- 2007 р. Інститут літератури АН Литви включив книгу «Pasaulio pabaigą» в 12 найбільш творчих книг 2006 року
- 2007 р. книга «Pasaulio pabaiga» включена в короткий список (5 книг) «Книги року 2006»
- 2008 р. — присуджена літературна премія ім. Кунчінаса
- 2008 р. книга «Labai keistas namas» включена в довгий список «Книги року 2007»
- 2009 р. роман «Tolima erdvė» включений в короткий список «Книги року 2008»
- 2009 р. — перша премія на конкурсі «Найкраще оповідання року»
- 2011 р. Інститут літератури АН Литви включив книгу в «Kelias į rojų» у «12 найбільш творчих книг року»
- 2011 р. книга «Kelias į rojų» номінована на Європейську літературну премію
- 2011 р. книга «Kelias į rojų» включена в довгий список «Книги року 2010» (Литва)
- 2012 р. книга «Телефонуй мені, говори зі мною» стала фіналістом «BBC Книги року 2012» (Україна)
- 2013 р. роман «Далекий простір» був визнаний «Книгою року» в Україні («BBC Книга року 2013»)
- 2014 р. книга «Чому я не втомлююся жити» стала фіналістом «BBC Книги року 2014»( [Архівовано 2 квітня 2015 у Wayback Machine.])
- 2014 р. роман «Маša, arba Postfašizmas» увійшов в п'ятірку найкращих книг 2014 року в Литві
- 2015 р. — лауреат Літературної премії Валерія Шевчука
- 2016 р. роман «Маша, або постфашизм» став фіналістом «BBC Книги року 2016» (Україна)
- 2018 р. перекладений французькою ромн «Далекий простір» (Espace lointain) визнаний Книгою року у Франції в категорії Imaginaire (премія Libr'a nous).
- 2018 р. роман «Далекий простір», виданий французькою, став фіналістом Європейської премії Utopiales 2018 (премія за кращий фантастичний твір європейського письменника).

## Рецензії на книги

### «Далекий простір»
- «Новий Бредбері»? (газета «День») [Архівовано 9 березня 2014 у Wayback Machine.]
- «О, вгадай хто-небудь у мені великого птаха…» (Буквоїд) [Архівовано 12 липня 2014 у Wayback Machine.]
- Людина і далечінь (Друг читача, рецензія Дмитра Дроздовського) [Архівовано 20 липня 2014 у Wayback Machine.]
- «Далекий простір» Мельника: роман поза жанром (BBC Книга року) [Архівовано 16 листопада 2013 у Wayback Machine.]
- Темінь навколо і вічне світло душі: рецензія на книгу Ярослава Мельника (BBC Книга року) [Архівовано 9 листопада 2013 у Wayback Machine.]
- Основа для блокбастера (BBC Книга року, рецензія члена журі Ольги Герасим'юк) [Архівовано 1 листопада 2013 у Wayback Machine.]
- Біцефрасол і туга за свободою (Літакцент) [Архівовано 4 листопада 2013 у Wayback Machine.]
- Очі як рука розуму (Буквоїд) [Архівовано 5 листопада 2013 у Wayback Machine.]
- Марія Матіос. Свобода українського литовця Ярослава Мельника (Літакцент) [Архівовано 23 березня 2015 у Wayback Machine.]
- Я.Мельник про «Далекий простір» (Інтерв'ю BBC Ukraine) [Архівовано 23 листопада 2013 у Wayback Machine.]
- Справжній народ — це не сліпа юрба, охоплена масовими емоціями, а сукупність зрячих індивідуальностей (Інтерв'ю «Дзеркало тижня») [Архівовано 14 липня 2014 у Wayback Machine.]
- Аксиология градящего в философской антиутопии Ярослава Мельник «Далекий простір»)[22]
- Далекий простір. Ярослав Мельник в Книгарні «Є» [Архівовано 27 травня 2019 у Wayback Machine.]

### «Телефонуй мені, говори зі мною»
- Свобода як необхідність умови існування (Сумно)
- Реставрація архетипу батька в рецепції Ярослава Мельника (на матеріалі повісті «Телефонуй мені, говори зі мною») (Вісник ЛНУ імені Тараса Шевченка) [Архівовано 6 березня 2022 у Wayback Machine.] Стор.160-167
- Добротна інтелектуальна проза від Ярослава Мельника (BBC Книга року) [Архівовано 8 грудня 2012 у Wayback Machine.]
- Завжди з вами: рецензія на книгу Ярослава Мельника (BBC Книга року — переможець конкурсу рецензій)
- Дзвінок з вічності (BBC Книга року) [Архівовано 23 листопада 2012 у Wayback Machine.]
- Терпка меланхолія від Ярослава Мельника: рецензія на книжку (BBC Книга року)
- Метастази страху (Буквоїд) [Архівовано 15 вересня 2012 у Wayback Machine.]
- Телефонуй мені, говори зі мною (ZAXID.NET) [Архівовано 1 листопада 2012 у Wayback Machine.]
- Ярослав Мельник і метафізичні жорна (Буквоїд) [Архівовано 2 червня 2012 у Wayback Machine.]
- Розмова з батьком (Літакцент) [Архівовано 30 березня 2014 у Wayback Machine.]
- КнигОгляд Телефонуй мені, Ярославе Мельник
- Книгарня «Є» — Телефонуй мені, говори зі мною [Архівовано 27 травня 2019 у Wayback Machine.]
- Книга року 2012
- Моя історія з однією книгою (Клуб Поезії) [Архівовано 8 серпня 2014 у Wayback Machine.]

### «Чому я не втомлююся жити»
- Жити вічно і не втомлюватися (Буквоїд) [Архівовано 22 жовтня 2014 у Wayback Machine.]
- Невидиме світло прози Мельника (BBC Книга року)
- Ірреальний світ Ярослава Мельника (BBC Книга року)
- Великий експеримент, або Чому Ярослав Мельник не втомлюється жити [Архівовано 29 грудня 2014 у Wayback Machine.] (Читомо)
- Дуже «людська» книга — рецензія на книгу Ярослава Мельника (BBC Книга року)
- Злі генії Ярослава Мельника (газета «День») [Архівовано 9 червня 2015 у Wayback Machine.]
- Ярослав Мельник: людина не втомиться жити, поки її оточує краса (BBC Книга року)
- Форум видавців у Львові: Ольга Герасим'юк представить книгу Ярослава Мельника (ZIK) [Архівовано 2 квітня 2015 у Wayback Machine.]
- Уривки з книги у вільному доступі [Архівовано 4 березня 2016 у Wayback Machine.]

### «Маша, або Постфашизм»
- Буктрейлер роману (відео)
- «Всепереможність краси, або Про кохання і канібалізм» — Віра Агеєва Професор Києво-Могилянської академії, член журі премії «Книга року BBC» (BBC) [Архівовано 23 листопада 2016 у Wayback Machine.]
- Кругообіг добра й зла (BBC) [Архівовано 17 листопада 2016 у Wayback Machine.]
- Ярослав Мельник: моя книга декого зробила вегетаріанцем (інтерв'ю BBC Україна) [Архівовано 18 листопада 2016 у Wayback Machine.]
- «БОЖЕВІЛЬНІ КРИКИ ІДЕАЛУ»: АНТИУТОПІЯ ЯК ПСИХОАНАЛІЗ (газета «Україна молода») [Архівовано 18 серпня 2016 у Wayback Machine.]
- Пізнати Машу: історія про свободу, гріх і пост-людство (Друг читача) [Архівовано 11 серпня 2016 у Wayback Machine.]
- «Маша, або ПОстфашизм» — книга-бомба (Eden) [Архівовано 5 липня 2016 у Wayback Machine.]
- Фашизм пройшов (Буквоїд) [Архівовано 17 серпня 2016 у Wayback Machine.]
- Як не стати на бік Зла: версія Ярослава Мельника (газета «День») [Архівовано 20 серпня 2016 у Wayback Machine.]
- Твір, який закликає дискутувати про суть людяності (Відгуки про роман критиків Литви) [Архівовано 12 вересня 2016 у Wayback Machine.]
- Love for Human: Yaroslav Melnyk's «Masha, or the Fourth Reich» (Planet news) [Архівовано 8 червня 2016 у Wayback Machine.]
- Я не винен, що правда шокує (інтерв'ю про роман, Yakaboo.ua) [Архівовано 20 серпня 2016 у Wayback Machine.]
- ЖИВЕ ТІЛО, МЕРТВЕ ТІЛО І НАПІВЖИВЕ: КУЛЬТУРНЕ ЗАМІЩЕННЯ І КОНСТРУЮВАННЯ ГЕНДЕРУ [Архівовано 10 січня 2018 у Wayback Machine.]
- «Маша, або постфашизм», чи що станеться, якщо не опиратись брехні — Мельник (радіоінтерв'ю — Громадське радіо) [Архівовано 4 серпня 2016 у Wayback Machine.]
- А якщо б теорія вищої раси перемогла… У «Книжковому базарі»: Ярослав Мельник та роман «Маша, або Постфашизм»(інтерв'ю на радіо ЕРА)
- Маша, або постфашизм — Інформаційний ранок // 21.04.2016 (автор про роман на 5-му телеканалі)

## Інтерв'ю, репортажі

### Друковані
- Інтерв'ю «Бренд української літератури повинна допомагати створювати держава» (Інформагенція ГРІМ)
- Інтерв'ю «Я мрію про багатоповерхового українця» (газета «Слово Просвіти») [Архівовано 22 лютого 2014 у Wayback Machine.]
- Інтерв'ю «Ти зайшов у ліс і зник. Для світу. А для себе ти з'явивився» (Читомо) [Архівовано 9 листопада 2013 у Wayback Machine.]
- Інтерв'ю «Ярослав Мельник: мене нудить від конкретики» (BBC Книга року) [Архівовано 28 листопада 2012 у Wayback Machine.]
- Інтерв'ю «Я є людина лісу» (Літакцент) [Архівовано 26 березня 2015 у Wayback Machine.]
- Інтерв'ю «Вихід поза межі» (Журнал «Український тиждень») [Архівовано 14 червня 2012 у Wayback Machine.]
- Інтерв'ю «У ситуації абсурду жага свободи стає вибуховою» (газета «День»)
- Інтерв'ю «Неблудний син» Ярослав Мельник" (Дзеркало тижня) [Архівовано 18 липня 2014 у Wayback Machine.]
- Зустрічі у Києві. «Ярослав Мельник: повернення додому, репортаж (ФОТО)». (Літакцент) [Архівовано 21 березня 2015 у Wayback Machine.]
- Зустрічі з Ярославом Мельником у Львові (Українська літературна газета)[недоступне посилання з липня 2019]

### Радіо
- Передача «Культ особи», радіо «Промінь», 22 листопада 2013 [Архівовано 9 листопада 2013 у Wayback Machine.]
- Передача «Знакова постать», радіо «Культура», 21 листопада 2013 [Архівовано 9 листопада 2013 у Wayback Machine.]
- Передача «Прем'єра книги», радіо «Культура», 24 вересня 2013 [Архівовано 9 листопада 2013 у Wayback Machine.]

### Відео
- Презентація «Далекого простору». Мельник про свободу особистості в сучасному світі
- Телеканал 1+1 (Координатор премії «BBC Книга року» про Я.Мельника)
- 1 Про вселюдськість української нації [Архівовано 12 жовтня 2016 у Wayback Machine.]
- 2 Ярослав Мельник, Віктор Неборак
- 3 Ярослав Мельник, Ігор Котик
- 4 Пояснення відсутності в українському контексті. В.Неборак: спогади про Мельника у Львові 80-х
- 5 Володимир Панченко про історію «повернення» Мельника в Україну. Мельник про містику, сюрреалізм, екзистенцію в своїй творчості і в людському житті
- 6 «Я пишу для думаючих людей». Про потребу створення альтернативної реальності, психічну норму, Бога [Архівовано 7 жовтня 2016 у Wayback Machine.]
- 7 Мельник читає «Книгу мого життя», В.Панченко про «щемливість» Мельникової прози

## Проза Ярослава Мельника у вебдоступі
- Рояльна кімната (повість) [Архівовано 6 березня 2012 у Wayback Machine.]
- В дорозі (оповідання) [Архівовано 7 червня 2011 у Wayback Machine.]